# Mali Lošinj
Mali Lošinj (italsky Lussinpiccolo, benátsky Lusinpicollo) je město na ostrově Lošinj v západním Chorvatsku v Přímořsko-gorskokotarské župě náležící k historické zemi Střední Chorvatsko, 60 km jihovýchodně od Puly. Leží u pobřeží Kvarnerského zálivu a zálivu Kvarnerić. V roce 2001 zde žilo téměř 8 400 obyvatel a bylo největším ostrovním městem v Chorvatsku. 83 % obyvatel bylo Chorvatů.
Mali Lošinj je hlavním městem ostrova Lošinj od roku 1806. Zajímavostí města je, že i když se jmenuje Mali Lošinj (Malý Lošinj) je větší než sousední Veli Lošinj. Veli Lošinj dříve býval opravdu větší. Mali Lošinj je také největším městem na ostrově. Město je chráněno Lošinjským zálivem, ve kterém se nachází. Skládá se ze 14 vesnic, z nichž některé leží na ostrově Cres: Belej, Ćunski, Ilovik, Male Srakane, Mali Lošinj, Nerezine, Osor, Punta Križa, Susak, Sveti Jakov, Unije, Ustrine, Unije a Veli Lošinj.

## Historie

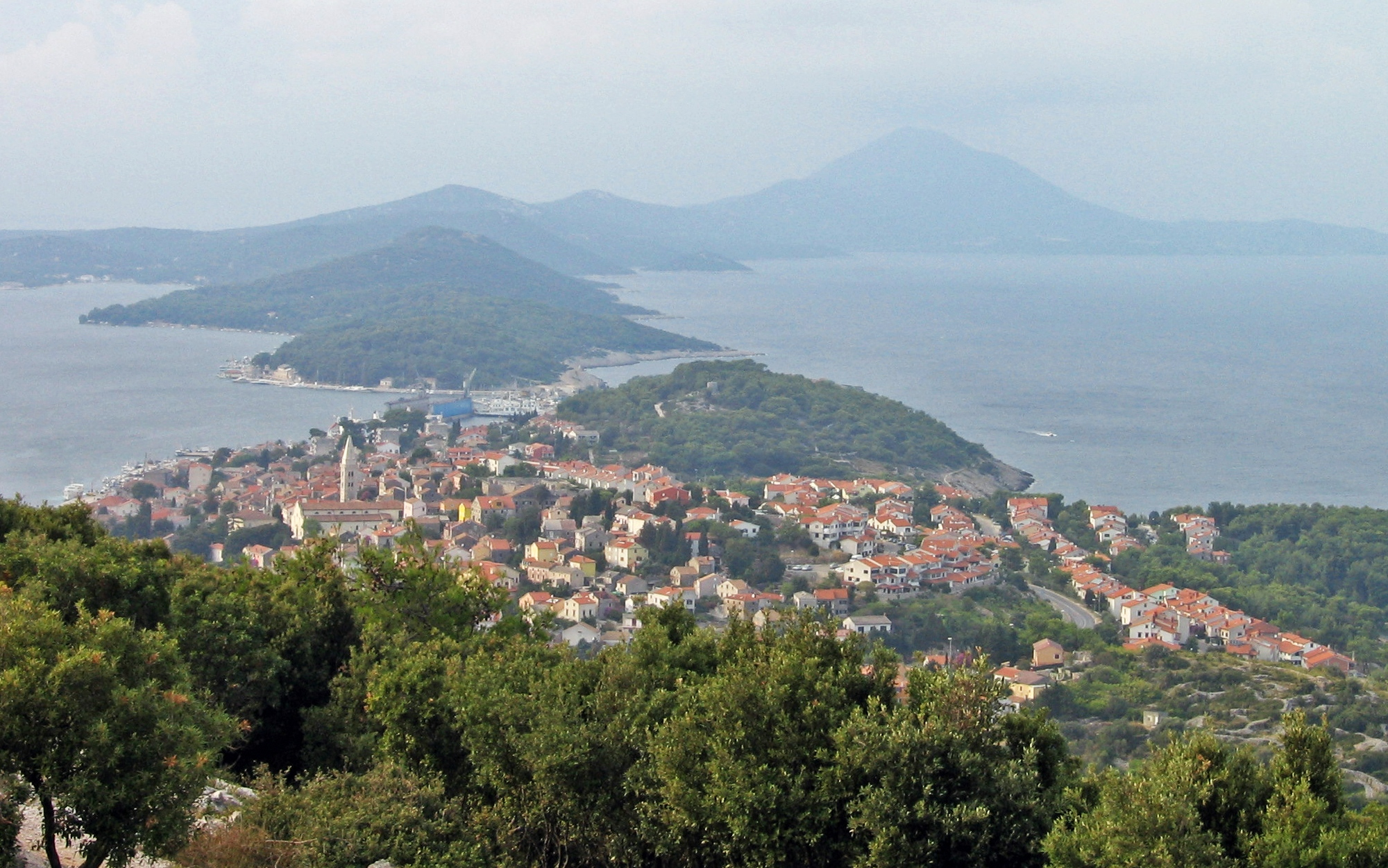
Mali Lošinj, panorama

Neobydlený, lesy a křovisky porostlý ostrov Lošinj, v dávných dobách nazývaný Osor, sloužil v římské době k pastvě koz, ovcí a vepřů. Stáda patřila bohatým lidem z města Osor, které bývalo správném střediskem protilehlého ostrova Cres, jehož historie je mnohem bohatší a starobylejší. Po úpadu slávy města Osor v novověku byly ostrov i lošinjské pastviny opuštěny. Když na začátku 7. století přišli do západní části Balkánského poloostrova Chorvati, zabírali postupně pobřeží, i jaderské ostrovy. Město Osor na ostrově Cres zůstalo posledním útočištěm římských obyvatel. Pokud jde o protilehlý stejnojmenný ostrov na druhé straně úžiny, přistěhovalci ho shledali natolik nehostinným (Chorvatsky loš), že ho přejmenovali. Z Osoru se tak stal Lošinj. Tedy něco jako „nedobrý ostrov“. Pod tímto novým názvem byl poprvé zmíněn roku 812 ve smlouvě o příměří mezi Karlem Velikým a byzantskou říší.
První zmínka o městě Mali Lošinj pochází z roku 1398 pod názvem Malo Selo (malá vesnice). V roce 1868 město zažilo svůj „zlatý rok“. Během něho se rozšířilo tak, že zde nakonec bylo jedenáct loděnic. Bylo zde již tak rozvinuté obchodní loďstvo, že vyrovnávalo města Rijeka, Dubrovník, Terst či Benátky.
Mali Lošinj spadal pod Rakousko-Uhersko až do roku 1918. Po první světové válce město připadlo na základě Rapallské smlouvy Itálii. V roce 1947 bylo město včleněno do Jugoslávie. Jeho připojení do komunistické Jugoslávie vedlo k masové emigraci obyvatel. Po druhé světové válce zde žilo pouze 2 200 obyvatel. V roce 1990 se Mali Lošinj stal součástí dnešního Chorvatska.

## Turismus
Příznivé klimatické podmínky, výstavba hotelů, letovisek, lesů a pláží mají silný vliv na rozvoj cestovního ruchu. Nejvíce areálů se nachází na jihozápad od města v chráněných zátokách. Z jihovýchodní části zátoky vede do města jediná silnice. Zde se dělí na cesty do města, a hlavní silnice pokračuje dále do vesnice Veli Lošinj.

## Podnebí
Podnebí je zde mírné. Léta bývají horká a suchá, a zimy teplé a vlhké. Průměrná teplota vzduchu v lednu dosahuje 7,3 °C a v červenci 24,7 °C. Průměrná roční teplota je 15 °C.

## Starostové
- Hrvoje Lesić (1990–1991)
- Mario Hofmann (1991–1993)
- Dragan Balija (1993–2005) (Aliance Primorsko-Gorske župy)
- Gari Capelli (od 2005) (Chorvatská demokratická unie)

## Osobnosti
- Ambrož Haračić (1855–1916), botanik
- Josip Kasman (1850–1925), operní pěvkyně
- Spiridon Gopčević alias Leo Brenner (1855–1928), astronom
- Valter Župan (* 1938), biskup